# Cardiophorus asellus

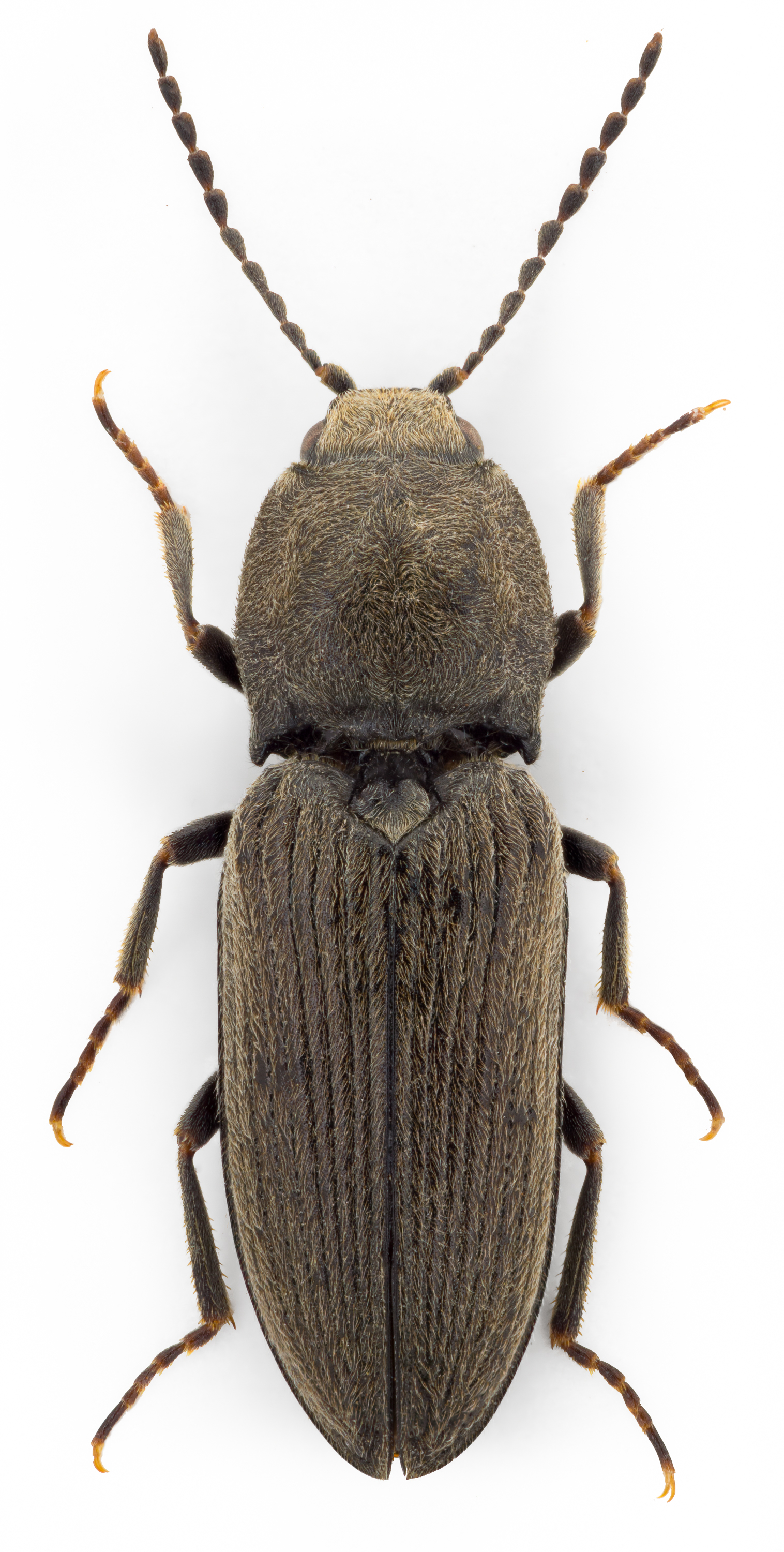
Präparat, Dorsalansicht

Cardiophorus asellus ist ein Schnellkäfer aus der Unterfamilie der Cardiophorinae. Der lateinische Namenszusatz asellus bedeutet „Eselchen“ und wurde möglicherweise wegen der grauen Färbung der Käfer ausgewählt.

## Merkmale
Die schwarz gefärbten schlanken Schnellkäfer erreichen eine Körperlänge von 7–9,5 mm. Ihre Oberseite ist mit dichten grauen und braunen Härchen bedeckt. Dadurch erscheinen die Käfer Anthrazit-farben. Die Flügeldecken weisen deutliche Punktstreifen auf. Die Enddorne der mittleren und hinteren Tibien sind kräftig ausgebildet.

## Ähnliche Arten
Es gibt zahlreiche schwarz gefärbte Schnellkäfer, die Cardiophorus asellus ähnlich sehen.

## Verbreitung
Cardiophorus asellus ist in Europa weit verbreitet. Die Art fehlt offenbar auf der Irischen Insel, in Portugal und in Italien. Im Osten reicht das Vorkommen bis nach Sibirien.

## Lebensweise
Die Käfer beobachtet man in den Monaten April und Mai. Die psammophile Käferart findet man in Biotopen mit sandigen Böden, insbesondere Heidelandschaften mit Besenheide und lichte Nadelwälder. Die Larven entwickeln sich im Boden.